# Sigmund (strip)
Sigmund is een stripverhaal geschreven en getekend door Peter de Wit.
Het gaat over een eenogige psychiater die wrange en cynische commentaren levert op de wereld om hem heen.
De naam is afgeleid van de oer-psycholoog Sigmund Freud.
Sigmund maakte in 1992 zijn debuut in een aflevering van de serie Strip- en cartoontekenen die Peter de Wit samen met Hanco Kolk voor Teleac heeft gemaakt. De aflevering gaat over gagstrips variërend van een strook tot een pagina; Peter de Wit vertelt dat hij een krantenstrip heeft ontworpen onder de werktitel Mensch durf te leeven. 
Sinds 3 januari 1994 worden de enkelstrooks strips in de Volkskrant gepubliceerd. Tot nu toe zijn er vierendertig albums uitgebracht; naast de  reguliere sessies en de 'Sigmund weet wel raad met...' reeks, ook enkele specials zoals 'De Sigmund Methode' en 'Sigmund: Is dit nou dij shocktherapie?' (Groningstalige uitgave). 
Peter de Wit bracht Sigmund ook live, tijdens de tournee Cartoonference in december 2004. Toen trok hij samen met collega-striptekenaars Hanco Kolk, Kees de Boer en Lectrr langs Nederlandse poppodia met sketches van Sigmund.
Sigmund heeft ook een spin-off genaamd Burka babes.